# John Kuhn
John Allen Kuhn (urodzony 9 września 1982 roku w Dover w stanie Pensylwania) – amerykański zawodnik futbolu amerykańskiego, grający na pozycji fullback. W rozgrywkach akademickich NCAA występował w drużynach Shippensburg University of Pennsylvania.
W roku 2005 nie został wybrany przez żadną z drużyn w drafcie NFL. W sezonach 2005 - 2005 występował w drużynie Pittsburgh Steelers, po czym od 2007 gra dla Green Bay Packers.
Dwukrotnie został mistrzem NFL wygrywając Super Bowl. Po raz pierwszy dokonał tego w sezonie 2005 w barwach drużyny z Pittsburgha, drugi raz w sezonie 2010 grając dla drużyn ze stanu Wisconsin. W sezonie 2010 został wybrany do meczu gwiazd Pro Bowl oraz do najlepszej drużyny ligi All-Pro.